# Kollegialgericht
Als Kollegialgericht wird ein Spruchkörper eines Gerichtes bezeichnet, der nicht mit einem Einzelrichter, sondern mit mehreren Richtern besetzt ist. 

## Deutschland
Die Kollegialgerichte sind regelmäßig die Kammern und Senate sowie je nach Gerichtszweig die Arbeitsgerichte, die Sozialgerichte sowie die Gerichte der Rechtsmittelinstanzen (mit Ausnahme der Übertragung der Entscheidung auf den Einzelrichter bei Berufungen im Zivilverfahren am Landgericht nach §§ 526, 527 Zivilprozessordnung). Ebenfalls Kollegialgericht ist das in Strafsachen tätige Schöffengericht.
Ein Kollegialgericht hat einen Vorsitzenden (Vorsitzender Richter), der allerdings kein Dienstvorgesetzter der anderen Richter ist. Er muss ein Berufsrichter sein (§ 28 Abs. 2 DRiG). Er regelt die Verwaltungsaufgaben des Kollegialgerichts, leitet Verhandlungen und verkündet Urteile. Entscheidungen des Vorsitzenden können je nach Prozessordnung mit unterschiedlichen Mitteln gerügt werden, wodurch eine Entscheidung des gesamten Spruchkörpers ergeht. Damit hat ein Vorsitzender bei der Rechtsprechung das gleiche Mitspracherecht an den Entscheidungen wie die anderen Richter und Schöffen.
Ein Berichterstatter ist der Richter eines Kollegialgerichts, der einen Fall vorbereitet und das schriftliche Urteil verfasst. Auch dieser hat jedoch bezüglich der Rechtsprechung nur die gleichen Befugnisse wie die anderen Richter.
Es wird von mancher Stelle kritisiert, dass viele Kollegialgerichte Fälle faktisch nur durch den Vorsitzenden und den Berichterstatter entscheiden lassen, vor allem am Bundesgerichtshof. Da die Entscheidungsfindung der Geheimhaltung unterliegt, gibt es hierüber jedoch keine offiziellen Erkenntnisse.

## Liechtenstein
Nach Artikel 2 Absatz 1 des Gerichtsorganisationsgesetz „sind das Kriminal- und das Jugendgericht sowie das Obergericht und der Oberste Gerichtshof“ Kollegialgerichte. Nach Absatz 2 muss „[i]n Kollegialgerichten [...] die Mehrheit der Richter die liechtensteinische Staatsangehörigkeit besitzen. Diesen gleichgestellt sind Richter mit schweizerischer oder österreichischer Staatsangehörigkeit, die eine mindestens fünfjährige ununterbrochene Tätigkeit als vollamtlicher Richter in Liechtenstein ausgeübt haben.“

## Taiwan
In Taiwan bilden fünf Richter den Senat des Obersten Gerichtshofes und drei Richter die Senate der Obergerichte.